# エンリケ・カセレス
エンリケ・パトリシオ・カセレス・ビジャファンテ（Enrique Patricio Cáceres Villafañe、スペイン語発音: [enˈrike paˈtɾisjo ˈkaseɾez βiʎaˈfaɲe] ; 1974年3月20日生まれ）はパラグアイのサッカー審判員。2010年から国際サッカー連盟 (FIFA) に国際審判員として登録されており、コパ・リベルタドーレスとコパ・アメリカで多くの主要な試合を担当しているほか、国際レベルではFIFAクラブワールドカップとFIFA U-20ワールドカップの試合も担当している。国際試合では同じコロンビアの副審であるエドゥアルド・カルドゾとフアン・ソリージャとチームを組むことが多い。国内ではリーガ・パラグアージャ（プリメーラディビジオン）を主に担当している。

## FIFAワールドカップ
| 2018 FIFAワールドカップ–ロシア | 2018 FIFAワールドカップ–ロシア | 2018 FIFAワールドカップ–ロシア | 2018 FIFAワールドカップ–ロシア |
| 日程                           | 試合                           | 会場                           | ラウンド                       |
| ------------------------------ | ------------------------------ | ------------------------------ | ------------------------------ |
| 2018年6月19日                  | ロシア– エジプト               | セントピーターズバーグ         | グループステージ               |
| 2018年6月25日                  | イラン– ポルトガル             | サランスク                     | グループステージ               |